# Dora Tsatsu
Dora Tsatsu z domu Seferiadi (gr.: Ντόρα Τσάτσου; ur. 1932 w Pireusie, zm. 15 czerwca  2000 w Atenach) – grecka tancerka, choreografka i pedagog. Dyrektorka Teatru Narodowego w Atenach, jako pierwsza kobieta w historii tej instytucji.  

## Biografia
Dora Tsatsu urodziła się w Kasteli, dzielnicy Pireusu. Byłą córką pisarki Joany Tsatsu i Konstandinosa Tsatsosa, prezydenta Grecji w latach 1975–1980. Miała siostrę Despinę. Jej wujem był laureat Nagrody Nobla w dziedzinie literatury za rok 1963, Jorgos Seferis. Studiowała prawo na Uniwersytecie Ateńskim i taniec w szkole „Ralu Manu”, którą ukończyła z wyróżnieniem w 1954 r. Następnie, korzystając ze stypendium Fulbrighta, wyjechała do Nowego Jorku, gdzie studiowała w szkole Marthy Graham.  
Po powrocie do Grecji współpracowała jako tancerka i choreograf z Eliniko Chorodrama tis Ralus Manu. W 1960 r. poślubiła Aleksandrosa Symeonidisa (1909-1972), profesora medycyny na Uniwersytecie Arystotelesa . Zamieszkała z mężem w Salonikach. Mieli dwóch synów. Uczyła w szkole „Meri Liatsu” w Kolejo Anatolia. W 1961 r. zaangażowała się w założeniu Państwowego Teatru Północnej Grecji (Kratiko Teatro Woriu Elados w Salonikach, z którym współpracowała jako stała choreografka, tancerka i organizatorka starożytnego tańca dramatycznego do 1975 r.
W 1975 r. wróciła do Aten i pracowała do 1981 r. jako stały choreograf Teatru Narodowego, gdzie układała choreografie do wielu przedstawień teatralnych. Od 1980 r. przez osiem lat pełniła funkcję dyrektora w szkole tańca Kratikis Scholis Orchistikis Technis. W latach 1992-1993 była dyrektorem Teatru Narodowego, jako pierwsza kobieta w historii tej instytucji. Dora Tsatsou prezentowała swoje choreografie również w Greckiej Operze Narodowej, w Epidauros i innych miejscach. Wychowała pokolenia tancerzy i choreografów.
Zmarła 15 czerwca 2000 r. na nowotwór. Pochowana została na Pierwszym cmentarzu w Atenach. W 2005 r. ukazała się książka Dora Tsatsu - Afieroma.